# Леди Мейзри
«Леди Мейзри» (англ. Lady Maisry, также Janet; Child 65, Roud 45) — народная баллада шотландского происхождения. Фрэнсис Джеймс Чайлд в своём собрании приводит одиннадцать её вариантов. Бертран Харрис Бронсон относит к этой балладе поздние тексты под названием «Bonnie Susie Cleland» со схожим сюжетом, однако Роберт Уолтц полагает, что в том случае имеет место не народное творчество, а намеренное переписывание.
На русский язык балладу перевёл Игнатий Михайлович Ивановский.

## Сюжет
Шотландскую леди Мейзри (в других вариантах она носит имя Дженет или Марджори) окружают многочисленные женихи, но всем из них она даёт отказ, объясняя это тем, что обручена с английским лордом. Это слышит кухонный работник, который рассказывает о том, что узнал, её отцу. В других вариантах к девушке попеременно приходит её родня, обвиняя в распутстве, а она отвечает, что носит ребёнка от обручённого с ней англичанина. Отец Мейзри (или её брат) приходит в ярость из-за того, что его дочь (сестра) предпочла всем достойным шотландским мужам «английского пса», и намеревается предать её огню после того, как та отказывается отречься от своей любви. Девушке соглашается помочь мальчик-слуга, который торопится рассказать о происходящем её благоверному. Он скачет на коне и бежит бегом, переплывает реку у сломанного моста и прибывает в английский замок. Когда лорд Вильям (в одном из вариантов это принц Джеймс) получает дурные вести, он велит седлать самых быстрых коней и мчит во весь опор, чтобы успеть на выручку своей возлюбленной. Она, уже стоя на костре, слышит своих спасителей и просит убавить огонь. Лорд не успевает вовремя и, мстя за смерть любимой, предаёт огню всю её родню. В некоторых версиях после этого он и сам бросается в костёр.
Описание путешествия слуги во многом сходно с аналогичным эпизодом из баллады «Matty Groves» (Child 81). Мария Тэтер полагает, что эта история может быть связана с известной народной сказкой про Рапунцель. Самое раннее упоминание убийства отцом дочери в качестве наказания — это, вероятно, история о Святой Варваре, христианки, жившей вреди язычников на рубеже III и IV веков. Сюжетные мотивы сожжения на костре за непослушание и запретной любви повсеместно распространены в народном фольклоре.